# Prackenbach
Prackenbach – miejscowość i gmina w Niemczech, w kraju związkowym Bawaria, w rejencji Dolna Bawaria, w regionie Donau-Wald, w powiecie Regen. Leży w Lesie Bawarskim, około 27 km na północny zachód od miasta Regen, przy drodze B85.

## Dzielnice
W skład gminy wchodzą trzy dzielnice: Moosbach, Prackenbach oraz Ruhmannsdorf.

## Demografia
| Rok  | Liczba mieszk. |
| ---- | -------------- |
| 1970 | 2353           |
| 1987 | 2476           |
| 2000 | 2729           |

## Oświata
(na 1999)

W gminie znajduje się 75 miejsc przedszkolnych (71 dzieci) oraz szkoła podstawowa (11 nauczycieli, 183 uczniów).